# HOXC8
HOXC8‏ (Homeobox C8) هوَ بروتين يُشَفر بواسطة جين HOXC8 في الإنسان.